# آمپاسیکلی
آمپاسیکلی (به لاتین: Ampasikely) یک منطقهٔ مسکونی در ماداگاسکار است که در آلائوترا-مانگورو واقع شده‌است. آمپاسیکلی ۶٬۹۹۵ نفر جمعیت دارد و ۷۸۲ متر بالاتر از سطح دریا واقع شده‌است.